# Томей, Кончетта
Кончетта Томей (англ. Concetta Tomei, род. 30 декабря 1945 года) — американская характерная актриса, наиболее известная по своим ролям в телесериалах «Чайна-Бич» (1988—1991) и «Провиденс» (1999—2002).

## Ранняя жизнь
Томей родилась в Кеноша, штат Висконсин. Она получила образование в «Университете Висконсина в Мадисоне», и впоследствии работала в течение четырёх лет школьным учителем. После того как она решила посвятить себя актёрской профессии она переехала в Чикаго, и начала работать в театре, а после переехала в Нью-Йорк.

## Карьера
В 1980 году она переехала в Калифорнию, где активно выступала на Офф-Бродвейской сцене. После она начала появляться на телевидении с небольшими ролями, а в 1988 году получила постоянную роль второго плана в сериале «Чайна-Бич» с Даной Дилейни. Позже она снялась в фильмах «Двадцать долларов», «В открытом море», «Столкновение с бездной», «Вид сверху лучше», а также появилась в сериалах «Закон Лос-Анджелеса», «Сёстры», «Звёздный путь: Вояджер», «Справедливая Эми», «Ищейка», «Говорящая с призраками», «Части тела» и т. д. С 1999 по 2002 год у неё была постоянная роль в сериале «Провиденс». В 2011 году она сыграла роль матери главной героини в сериале «Необходимая жестокость».